# مسافران آزادی
مسافران آزادی (انگلیسی: Freedom Riders) گروهی از فعالان حقوق مدنی بودند که در سال ۱۹۶۱ برای مبارزه با تبعیض نژادی، اقدام به مسافرت‌های آزادی کردند. این جنبش سفرهایی را به وسیله اتوبوس‌های بین ایالتی انجام می‌دادند، آنها با این اتوبوس‌ها به ایالت‌های جنوب آمریکا سفر می‌کردند تا نحوه اجرای حکم دیوان عالی ایالات متحده در خصوص پرونده بوینتون علیه ویرجینیا (۱۹۶۰) را به چالش بکشند. دیوان عالی حکم داده بود که تفکیک نژادی مسافران، در سفرهای بین ایالتی برخلاف قانون اساسی است. ایالت‌های جنوبی قوانین را نادیده می‌گرفتند و دولت فدرال هیچ کاری برای اجرای قوانین انجام نداده‌بود. این سفرها توسط کنگره برابری نژادی (CORE) با هدف برابری نژادی سازماندهی شده بود و طبق برنامه، اولین سفر آزادی در ۴ مه ۱۹۶۱، از مبدأ واشینگتن دی سی آغاز شد و قرار بود در ۱۷ می به نیواورلئان برسد.

## تاریخچه

### مقدمه

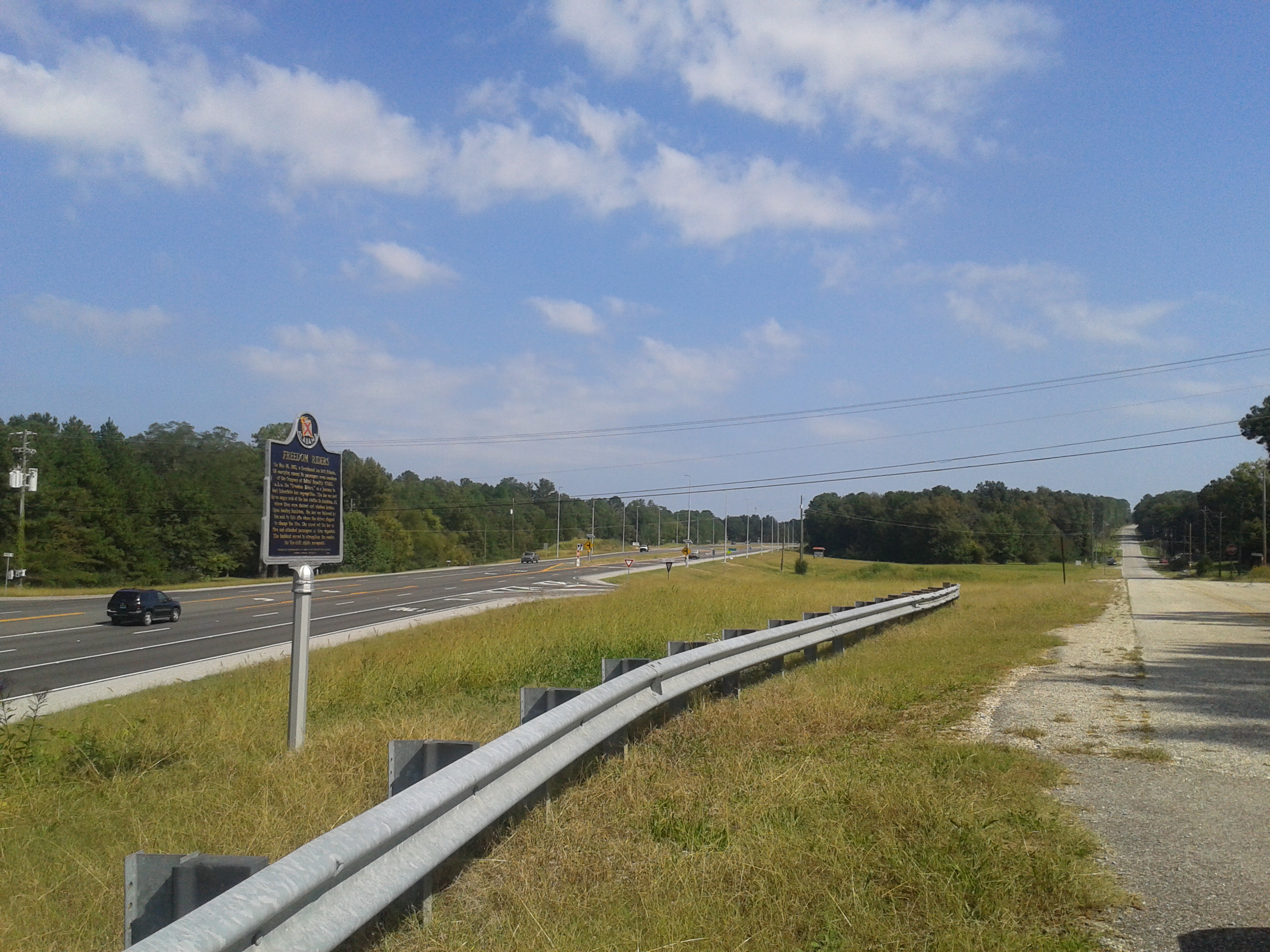
محل حمله به اتوبوس در بزرگراه قدیمی بیرمنگام - نگاره ۲۰۱۷)

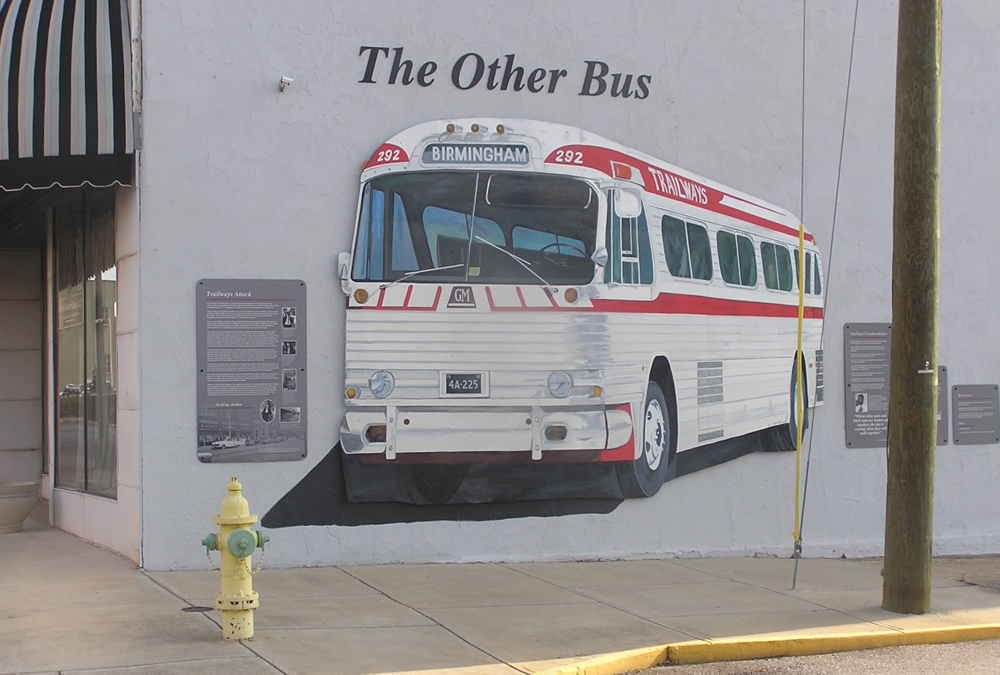
خشونت در ایستگاه راه‌آهن آنیستون، در خیابان نوبل۹۰۱ - نگاره ۲۰۱۲)

مسافران آزادی با مسافرت‌هایی که در سال ۱۹۴۷ به رهبری بایر رودین و جورج هوسر آغاز کردند توانستند با کنگره برابری نژادی (CORE) همکاری کنند. این سفرها مانند سفرهای آزادی سال ۱۹۶۱ بود. سفرهایی برای به چالش کشیدن حکم دیوان عالی کشور که بنا را بر تبعیض نژادی در سفرهای بین‌المللی گذاشته بودند. در خلال این سفرها راستین، ایگل روودنکو، جو فلت و اندرو جانسون به اتهام نقض قوانین محلی جیم کرو که صندلی سیاهان و سفیدها را در وسایل نقلیه عمومی تفکیک می‌کرد، دستگیر و محکوم به خدمت در کارولینای شمالی شدند.
قانون بوینتون که خواستار اعمال تبعیض نژادی در رستوران‌ها و اتاق‌های انتظار در ترمینال‌های اتوبوسرانی بود هرگونه تخطی از خطوط دولت در تبعیض نژادی را، غیرقانونی اعلام کرد. اما در عمل دیوان سرپرستی بازرگانی میان ایالتی (بخشی از دولت فدرال آمریکا)(ICC). موفق به اجرای قانون بوینتون نشد و قوانین سفر جیم کرو (تبعیض نژادی) نیز در سراسر جنوب آمریکا اعمال نگردید. اولین پروژه مسافران آزادی در ۴ مه ۱۹۶۱آغاز شد. سازمانده آن کنگره برابری نژادی (CORE) به رهبری جرج فارمر همراه با، ۱۳ مسافر دیگر (هفت سیاه و سفید، شش سفید، از جمله جنیوه هیوز، ویلیان ای هاربر و اد بلاکنهایم) واشینگتن دی سی را در ترمینال گری‌هاوند به مقصد نیواورلئان ترک کردند. طرح آنها این بود که از طریق ویرجینیا، کارولینای شمالی، جورجیا، آلاباما و می‌سی‌سی‌پی سوار شوند و در نیواورلئان، لوئیزیانا پیاده شوند، جایی که برنامه‌ریزی مدنی حقوق بشر بود. اکثر مسافران آزادی از CORE بودند و دو نفر از SNCC. بسیاری از آنها در سنین چهل و پنجاه بودند و بعضی‌ها هم تنها ۱۸سال داشتند. آنها تصمیم گرفتند که به وسیله اتوبوس‌های بین ایالتی و اتوبوس‌های عمومی، تبعیض نژادی را به چالش بکشند. آنها با شکل‌دادن گروه‌های چند نژادی، سوار این اتوبوسها می‌شدند و از شمال به سمت جنوب آمریکا که هنوز شاهد تبعیض نژادی بود، مسافرت کردند.
در طول نخستین سفر و سفرهای متعاقب آن، فعالان از دورترین مناطق جنوب آمریکا رفتند تا جداسازی صندلی اتوبوسها را به هم ریخته و آنرا یکپارچه کنند به‌طوریکه در پایانه‌های اتوبوسرانی و دستشویی‌ها و آبخوری‌ها را تبعیض نژادی را از بین ببرند. این کار، به واقع خطرناک بود. در آنیستون، آلاباما یکی از اتوبوسهای مسافران آزادی با بمب آتشزا مورد حمله قرار گرفت و مسافران آن مجبور شدند برای نجات جان خود بگریزند.

## خشونت در آنیستون، بیرمنگهام و نشویل

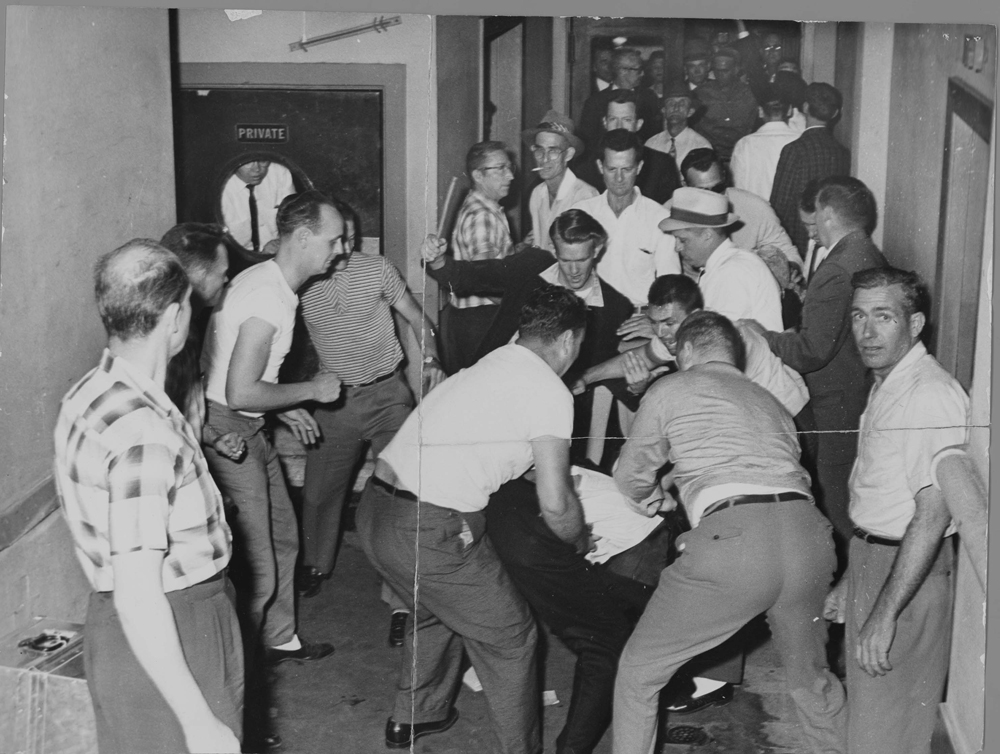
مسافران آزادی در بیرمنگام توسط یک سفیدپوست مورد حمله قرار می‌گیرد. این نگاره توسط یک روزنامه‌نگار محلی منتشر شد که او نیز توسط اف‌بی‌آی مورد ضرب و شتم قرار گرفته و دوربین را روی صورتش خرد کردند.

در بیرمنگهام، آلاباما، یکی از منابع مطلع اف‌بی‌آی گزارش داد که کمیسیونر امنیت عمومی این اداره به نام «یوجین بولکانر» همراه با گروهبان تام کوک از اعضای مجرب کو کلاکس کلان به اعضای کو کلاکس کلن ۱۵ دقیقه فرصت دادند تا به گروهی از مسافران آزادی، پیش از آنکه پلیس به محافظت از آنها بپردازد، حمله کنند. طرح این بود که یک حمله اولیه در آنیستون و سپس حمله نهایی در بیرمنگهام صورت گیرد. اتوبوس سوارها، به شدت کتک خوردند «تا جایی که به نظر می‌رسید یک بولداگ آنها را گاز گرفته بود.» جیمز پک، یک فعال سفیدپوست، چنان کتک خورده بود که سرش ۵۰ بخیه برداشت. خشونت اوباش در آنیستون و بیرمنگهام به‌طور موقت مسافرت‌های اتوبوسی را به وقفه انداخت. اما فعالان کمیته دانشجویی همکاری‌های خشونت پرهیز (SNCC) در نشویل، سفرهای جدیدی را ترتیب دادند تا عزیمت از بیرمنگهام به سمت نیو اورلئان را ادامه دهند. در مونتگمری، آلاباما، در ایستگاه اتوبوس گری هاوند، یک گروه دیگر از اوباش به یکی از اتوبوسهای پر از مسافر حمله کردند. یکی از فعالان به نام جان لوئیس در اثر ضربه‌ای که به سرش وارد شد، بیهوش شد. ضاربان همچنین دوربین عکاس مجله لایف، دان اربراک را روی صورت خودش خرد کردند. ۱۲ مرد، جیمز زورگ، یکی از دانشجویان سفیدپوست دانشگاه فیسک را دوره کردند و با یک چمدان آنقدر به صورتش کوبیدند که دندانش خرد شد.

## خشونت در جکسون، می‌سی‌سی‌پی

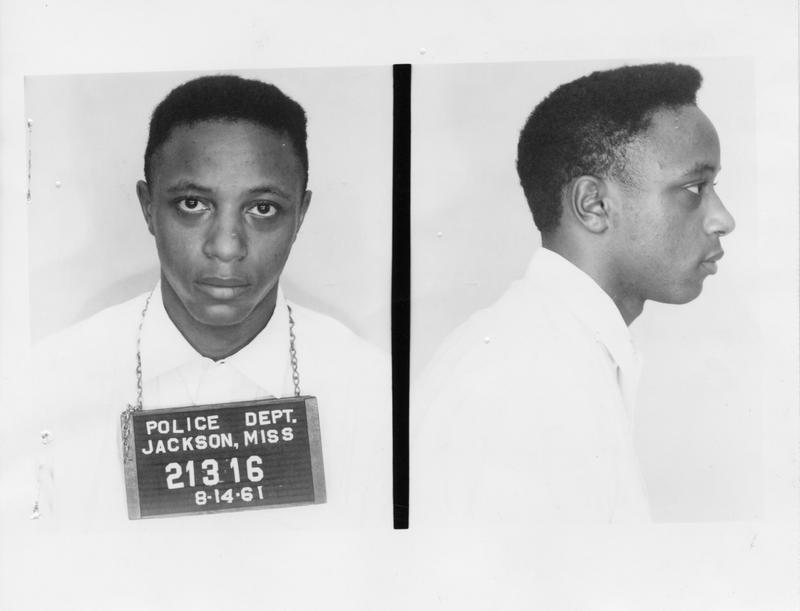
جورج ریموند جونیور یک فعال CORE است که در ۱۴ اوت ۱۹۶۱ در ترمینال اتوبوس در جکسون، می‌سی‌سی‌پی دستگیر شد.

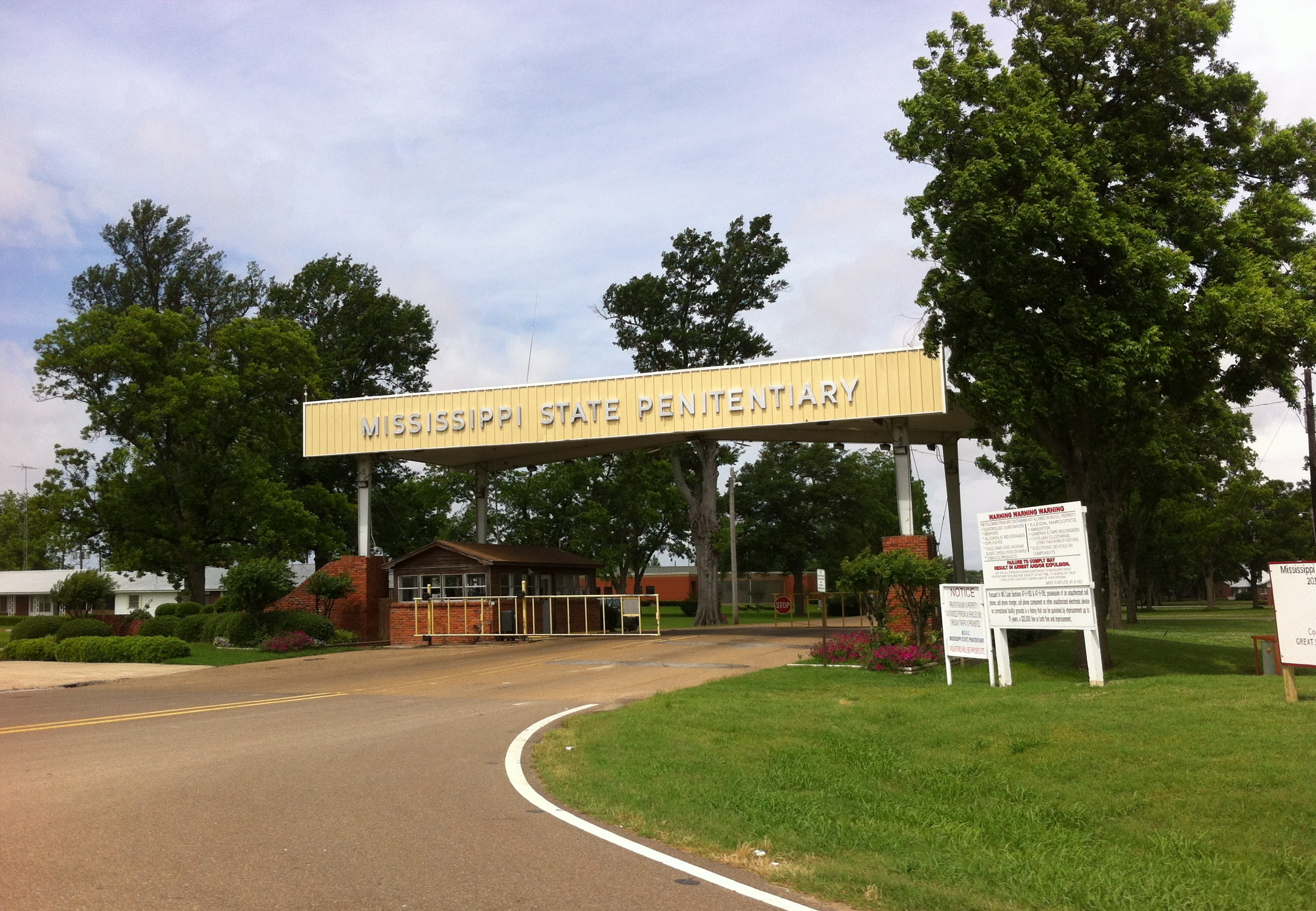
برخی از مسافران آزادی در زندان مرزی ایالت می‌سی‌سی‌پی زندانی شدند

در ۲۴ مه ۱۹۶۱، مسافران آزادی سفرهای خود را این بار به مقصد جکسون، می‌سی‌سی‌پی از سر گرفتند. در جکسون، آنها به اتهام «برهم زدن آرامش» به‌دلیل استفاده از وسایل و اماکنی که فقط مختص سفیدپوستان بود، بازداشت شدند. اما این مسافرت‌های اتوبوسی سازمان دهندگان زیادی داشت، بنابراین روند سفرهای اتوبوسی به سمت جنوب ادامه یافت. هر بار که مسافران به جکسون می‌رسیدند، دستگیر می‌شدند. تا پایان تابستان آن سال، بیش از ۳۰۰ نفر از آنها در می‌سی‌سی‌پی به زندان افتاده بودند… وقتی مسافران اتوبوس سوار، خسته از راه به جکسون رسیدند و خواستند از دستشویی‌ها و غذاخوری‌های مختص سفیدپوستان استفاده کنند، بلافاصله به خاطر برهم زدن آرامش عمومی و سرپیچی از فرمان یک افسر پلیس بازداشت شدند. فرماندار می‌سی‌سی‌پی راس بارنت در دفاع از تبعیض نژادی می‌گفت: یک کاکا سیاه متفاوت است، چون خدا او را متفاوت آفریده تا تنبیهش کند. مسافران آزادی از داخل زندان اعلام کردند زندان را به آزادی به قید ضمانت ترجیح می‌دهند. آنها حاضر به پرداخت جریمه نشدند چون می‌گویند بازداشت شان بر خلاف قانون اساسی و محکومیت شان غیرقانونی است. آنها سعی داشتند با ماندن در زندان، موضوع را داغ و زنده نگهدارند. هر یک از زندانیان، ممکن بود تا ۳۹ روز در زندان باقی بماند، این، حداکثر زمانی است که پلیس می‌توانست آنها را در زندان نگه دارد. حق آنها برای پر کردن کیفرخواست علیه بازداشت، محاکمه، و محکومیت غیرقانونی شان به قوت خود باقی بود. بعد از ۳۹ روز آنها می‌توانستند تشکیل پرونده دهند و دادخواست خود را ارائه دهند…" مسافران آزادی در زندان با برخوردهای خشونت باری روبرو بودند. آنها را در سلول‌های کثیف نگاه داشته و هر از گاهی مورد ضرب و شتم قرار می‌دادند. در جکسون، بعضی از زندانیان مرد، به کار دشوار در دمای ۱۰۰ درجه فارنهایت واداشته می‌شدند. تعدادی دیگر را به ندامتگاه ایالت می‌سی‌سی‌پی در پارچمن منتقل کرده بودند. در آنجا نیز آنها با شرایط سختی روبرو بودند. گاهی وقتها زندانبانان، آنها را از دیوار آویزان می‌کردند. گاه نیز در روزهای بسیار گرم، پنجره سلول‌های آنها را می‌بستند، تا جایی که نفس کشیدن برایشان دشوار می‌شد.

## کندی خواستار آرام کردن اوضاع شد
همدردی و حمایت عمومی از مسافران آزادی باعث شد تا دولت جان اف. کندی به کمیسیون بازرگانی بین ایالتی (ICC) دستور دهد تا مقررات جدیدی را برای رفع تبعیض نژادی صادر کند. وقتی مقررات جدید این کمیسیون در ۱ نوامبر ۱۹۶۱ اجرایی شد، مسافران اتوبوسها اجازه یافتند روی هر صندلی که می‌خواهند بنشینند؛ تابلوهای «مختص سفیدپوستان» و «مختص رنگین پوستان» از پایانه‌ها برداشته شد؛ آبخوری‌ها، توالت‌ها، و اتاق‌های انتظار مجزا، یکپارچه شد؛ و سالن‌های غذاخوری فارغ از رنگ پوست مشتریان، ارائه سرویس یکسان به همه مشتریان را آغاز کردند.

## راهپیمائی در واشینگتن، ۱۹۶۳

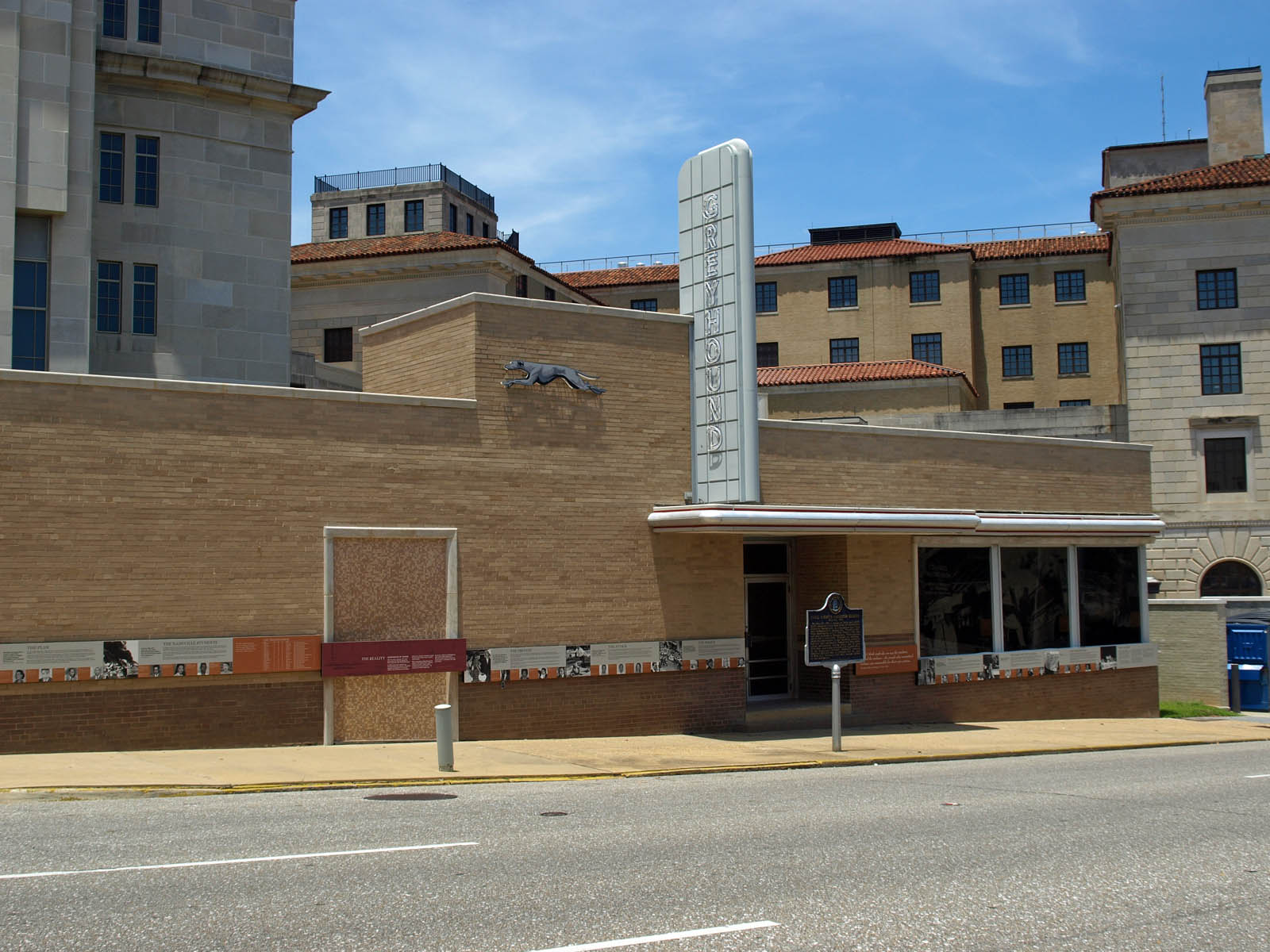
ایستگاه اولد مونتگومری محل خشونت ۲۰ مه ۱۹۶۱ به عنوان موزه مسافران آزادی حفظ شده‌است. (عکس ۲۰۱۱)

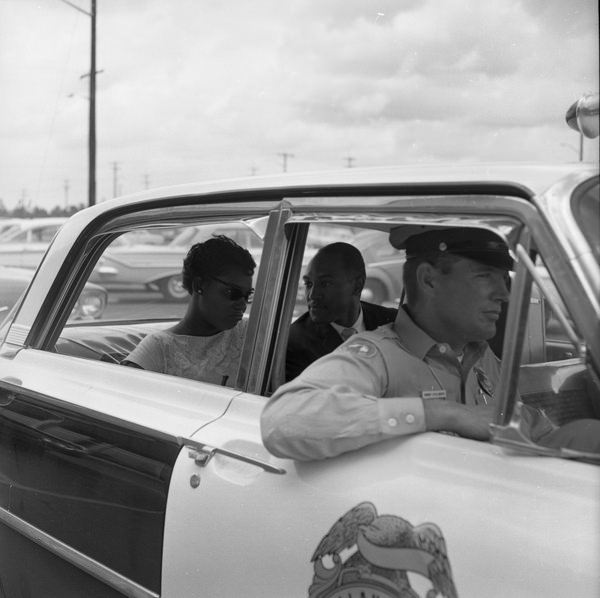
فعالان ضد تبعیض‌نژادی در تلاهاسی فلوریدا در ۱۶ ژوئن ۱۹۶۱ دستگیر شدند.

فیلیپ راندولف یکی از رهبران جنبش مدنی راهپیمایی واشینگتن دی سی در سال ۱۹۴۱ را برای از بین بردن تبعیض استخدام در صنایع دفاعی طراحی کرد، راندولف و بایارد راستین برنامه ریزان اصلی راهپیمایی ۱۹۶۳بودند، دولت کندی در ابتدا با راهپیمایی مخالف بود زیرا از تأثیر منفی این تظاهرات بر تصویب قانون حقوق مدنی نگران بود. با این حال راندولف و کینگ با برگزاری راهپیمایی موافق بودند و همچنان که تظاهرات به پیش می‌رفت، تصمیمات کندی برای اطمینان از موفقیت آن اهمیت بسیاری داشت. راهپیمایی در ۲۸ اوت ۱۹۶۳ برگزار شد. بر خلاف برنامه‌ریزی راهپیمایی گذشته راندولف که تنها سازمان‌های سیاهان در آن مشارکت داشتند. راهپیمائی سال ۱۹۶۳ نتیجه تلاش گروهی همه سازمان‌های عمده مدافع حقوق مدنی بود، از جناح‌های مترقی جنبش کارگری گرفته تا سازمان‌های لیبرال. این راهپیمائی شش هدف عمده را دنبال می‌کرد: - ضمانت قانونی برای حقوق مدنی، یک برنامه کاری گسترده فدرالی، اشتغال کامل و عادلانه، مسکن مناسب، حق رای، و برخورداری از حق آموزش برابر. از میان این اهداف، تمرکز اصلی راهپیمایان بر تصویب قانون حقوق مدنی بود که دولت کندی پس از اعتراضات در بیرمنگهام پیشنهاد کرده بود. توجه رسانه‌های ملی نیز تا حد زیادی به دیده شدن و تأثیرگذاری این راهپیمائی نیز کمک کرد. این راهپیمایی یک موفقیت بود، البته نه بدون جنجال. حدود ۲۰۰۰۰۰ تا ۳۰۰۰۰۰ تظاهرکننده در مقابل بنای یادبود لینکلن، جمع شده بودند. جایی که مارتین لوتر کینگ سخنرانی معروف خود، "من رویایی دارم!" را ایراد نمود. در حالی که بسیاری از سخنرانان دولت کندی را به خاطر تلاش‌هایش در تصویب قانون حقوق مدنی و حمایت از حق رأی سیاهان و غیرقانونی کردن جداسازی تحسین می‌کردند، جان لوییس از اعضای SNCC اعتقاد داشت دولت تلاشی جهت محافظت از سیاهان جنوب و حقوق مدنی کارگران تحت ستم جنوبی انجام نمی‌دهد. پس از راهپیمایی، کینگ و دیگر رهبران حقوق مدنی با پرزیدنت کندی در کاخ سفید ملاقات کردند. در حالی که به نظر می‌رسید دولت کندی صادقانه به تصویب لایحه متعهد است، اما کار را یکسره نمی‌کند تا کنگره را وادار به پذیرش آن سازد. با این حال هنگامی که پرزیدنت کندی در تاریخ ۲۲ نوامبر ۱۹۶۳ ترور شد، رئیس‌جمهور جدید لیندون جانسون تصمیم گرفت تا با استفاده از نفوذ خود در کنگره بسیاری از قوانین کندی را در دستور کار قرار دهد.

## فعالان مسافران آزادی

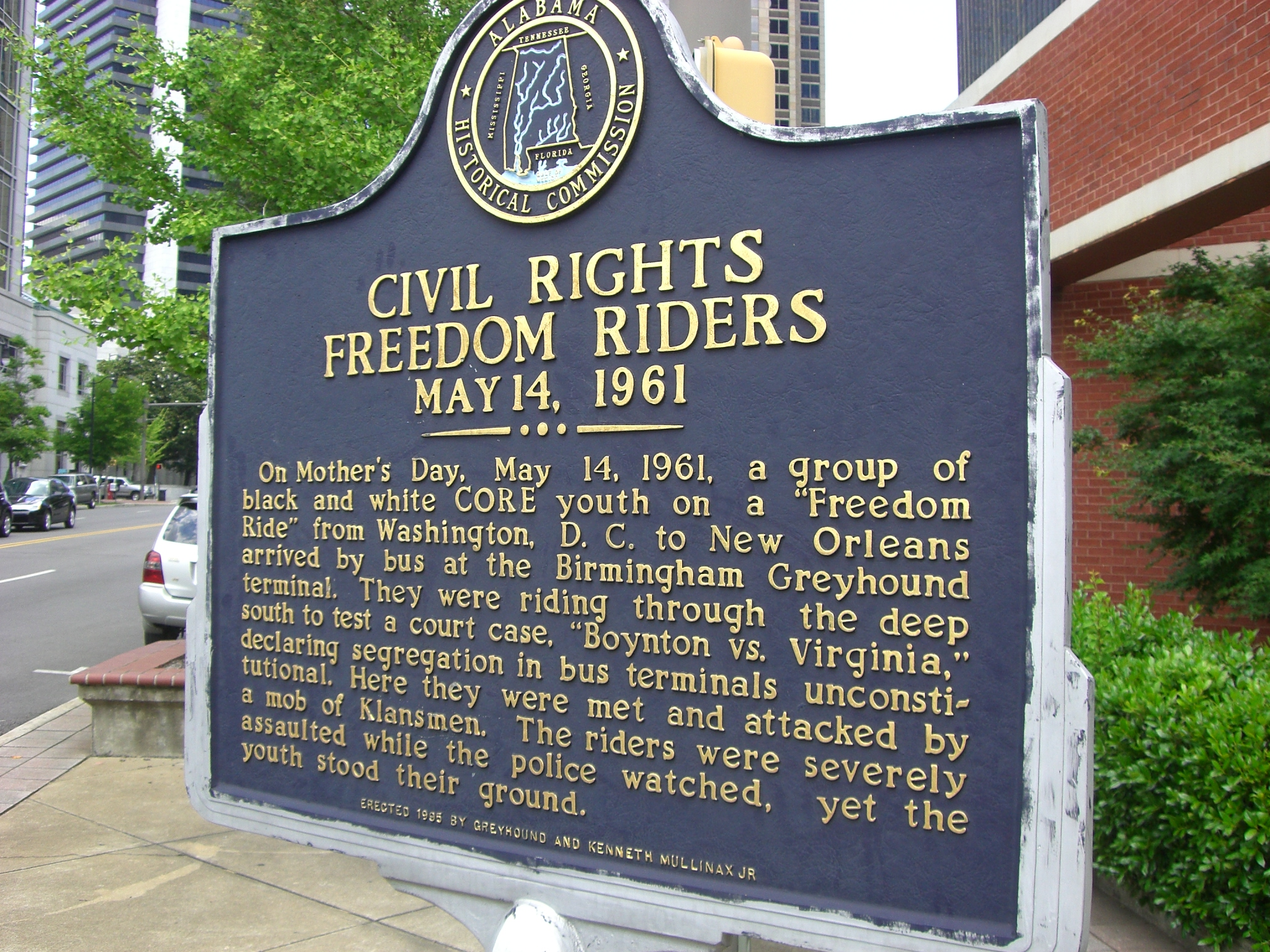
لوح یادبود «مسافران آزادی» در بیرمنگام

جنبش دانشجویی چهره‌های مشهوری از جمله جان لوئیس، یک فعال مصمم و با اراده؛ جیمز لاوسون، از استادان قابل احترام آموزه‌ها و تاکتیک‌های خشونت پرهیز؛ دایان نش، از قهرمانان فصیح و دلیر عدالتخواه؛ باب موزز، پیشگام نهضت ثبت نام رای‌دهندگان سیاه‌پوست برای انتخابات در می‌سی‌سی‌پی؛ و جیمز بول، یک واعظ آتشین و سازمان دهنده و تسهیل‌کننده کاریزماتیک را در خود جا داده بود. از دیگر فعالان برجسته دانشجویی می‌توان به چارلز مک دیو، برنارد لافیت، چارلز جونز، لانی کینگ، جولین باند، هوسی ویلیامز، و استاکلی کارمایکل اشاره کرد.